# Gayenna americana
Espèce
Synonymes
- Mezenia dorsalis Simon, 1897

Gayenna americana est une espèce d'araignées aranéomorphes de la famille des Anyphaenidae.

## Distribution
Cette espèce se rencontre au Chili et en Argentine.

## Publication originale
- Nicolet, 1849 : Aracnidos. Historia física y política de Chile. Zoología, vol. 3, p. 319-543.